# フレスト松井山手店
フレスト松井山手店（フレストまついやまててん）は、京都府京田辺市の松井山手駅前にある京阪ザ・ストアが運営する商業施設である。

## 概要
京阪電気鉄道の子会社である京阪ザ・ストアが運営するスーパーマーケット「フレスト」の1号店であり、1999年5月28日にオープン。業態はSSM（スーパースーパーマーケット）であり、食料品や各種専門店が入居している。テーマは「YAMANOTEライフスタイル」。

## 経緯
京阪東ローズタウンの街開きにあわせて、1992年に京阪電気鉄道が運営する「京阪ザ・ストア 山手店」が開店した（所在地は京田辺市山手中央3。現在は、ブランチ松井山手となっている。）。
その後1998年に、近隣の人口増加により手狭になってきたことから隣接地への移転・大幅増床とともに、郊外型店舗への業態転換が発表された。このこともあり、計画段階での仮の店舗名は「京阪ザ・ストア 新山手店」とされていた。
1999年5月28日のオープン当初は「くらしイキイキ新鮮力」をテーマとしており、食品スーパーとレストランを中心とした専門店から構成されていた。
開店7年目の2006年秋に約5週間休業して「YAMANOTEライフスタイル」をコンセプトとした大幅な増床リニューアルを行い、2006年11月24日にグランドオープンした（プレオープンは11月21日）。このリニューアルでは、フィットネスクラブや物販系店舗の新規出店、食品スーパーの増床などが行われた。
2018年、再び大幅なリニューアルを行い、11月22日にグランドオープンした。「山手食堂」、「ムーラン松井山手店」の新規出店、オーガニック野菜を販売する「BIO Marché」コーナーの設置、イートインコーナーの増床・コンセントの設置、サービスカウンターの移設、トイレの改装、セミセルフレジの導入等が行われた。
2022年には、北棟のリニューアルを行い、11月25日グランドオープンした。

## 沿革
- 1999年（平成11年）5月28日 - 「フレスト」1号店としてグランドオープン。
- 2000年（平成12年）4月14日 - 京阪ザ・ストアが京阪電気鉄道より運営業務受託[1]。
- 2006年（平成18年）11月24日 - 増床リニューアルオープン[1]。「ASBee fam. 松井山手店」、「おかずや豆平」、「MELANGE De SHUHARI 松井山手駅」、「SMBC松井山手コンサルティングオフィス(松井山手出張所)」、「コ・ス・パ 松井山手」オープン。
- 2017年（平成29年）10月27日 - 「風車」オープン[4]。
- 2018年（平成30年）11月22日 - リニューアルオープン[1]。「山手食堂」、「ムーラン 松井山手店」オープン。
- 2019年（令和元年）
  - 3月14日 - 「カルディコーヒーファーム フレスト松井山手店」オープン[5]。
  - 7月29日 - 「和食さと フレスト松井山手店」オープン[6]。
  - 11月29日 - 「珈琲館 フレスト松井山手店」オープン[7]。

- 2022年（令和4年）11月25日 - 北棟リニューアルオープン。「無印良品 松井山手」オープン。

## 店舗

### セルフレジ内（南棟）
- 食品スーパー〔精肉・鮮魚・野菜・果実・惣菜・弁当・銘酒・銘菓〕
- 山手食堂〔惣菜〕

### 専門店（南棟）
- フローリストカミノ〔生花〕
- カルディコーヒーファーム フレスト松井山手店〔コーヒー豆・輸入食品〕
- ムーラン 松井山手店 〔ベーカリー〕
- 正栄クリーニング フレスト松井山手店〔クリーニング〕
- マクドナルド フレスト松井山手店〔ハンバーガー〕
- Lion Crepe〔クレープ〕
- 和食さと フレスト松井山手店〔和食レストラン〕[6]
- 珈琲館 フレスト松井山手店〔コーヒー・軽食〕[7]
- 三菱UFJ銀行 ATMコーナー 松井山手〔銀行〕

### 専門店（北棟）
- コ・ス・パ松井山手〔フィットネスクラブ〕
- 無印良品 松井山手〔衣類・雑貨・食品〕
- コクミンドラッグ 松井山手店〔ドラッグストア〕[注釈 1]
- 保険デザイン フレスト松井山手店〔来店型保険ショップ〕

### 専門店（駅前棟）
- 大東楽器 松井山手センター〔音楽・英語・プログラミング教室〕
- NYNY（ニューヨーク・ニューヨーク）松井山手店〔美容室〕
- 三井住友銀行 ATMコーナー〔銀行〕

### 閉店した店舗
- めがね工房 辻
- ふらんすがし まーだだよ82〔洋菓子〕[注釈 2] - 2018年のリニューアルを機に閉店。現在はカルディコーヒーファームとなっている。
- おかずや豆平〔総菜〕- 2018年のリニューアルを機に閉店。現在は山手食堂となっている。
- 追立 松井山手店〔中国薬膳料理〕- 2018年のリニューアルを機に閉店。現在は和食さととなっている。
- SMBC松井山手コンサルティングオフィス（松井山手出張所）〔銀行〕
- 風車〔たこ焼き〕
- MELANGE De SHUHARI〔カフェ〕- 2022年のリニューアルを機に閉店。
- ASBee fam.〔シューズ〕- 2013年にNUSTEPから業態変更。2022年のリニューアルを機に閉店。
- TSUTAYA 松井山手駅前店[注釈 3]〔書籍・CD/DVD他販売、レンタル〕- 2022年のリニューアルを機に閉店。